# Hymenolepis squamata
Hymenolepis squamata là một loài dương xỉ trong họ Polypodiaceae. Loài này được Hieron. & C.Chr. mô tả khoa học đầu tiên năm 1929.
Danh pháp khoa học của loài này chưa được làm sáng tỏ. 